# Freies Jüdisches Lehrhaus
Das Freie Jüdische Lehrhaus war eine jüdische Einrichtung zur Erwachsenenbildung. Es geht auf die 1920 gegründete Jüdische Volkshochschule in Frankfurt am Main zurück.
Erster Leiter dieser Einrichtung war Franz Rosenzweig, der wie viele seiner jüdischen Zeitgenossen auf der Suche nach gemeinschaftsstiftenden Elementen für die europäischen Juden war. Anders als der Zionismus sah Rosenzweig die jüdische Kultur und nicht einen eigenen Staat als entscheidend an. Diese Auffassung bildete die Grundidee des Freien Jüdischen Lehrhauses. Das übergeordnete Ziel war, die selbstbewussten, gebildeten Juden, die ihre spirituelle und intellektuelle Heimat außerhalb des Judentums hatten, für das Judentum zurückzugewinnen, sie wieder mit den metaphysischen und religiösen Hintergründen des traditionellen Glaubens vertraut zu machen.

## Geschichte

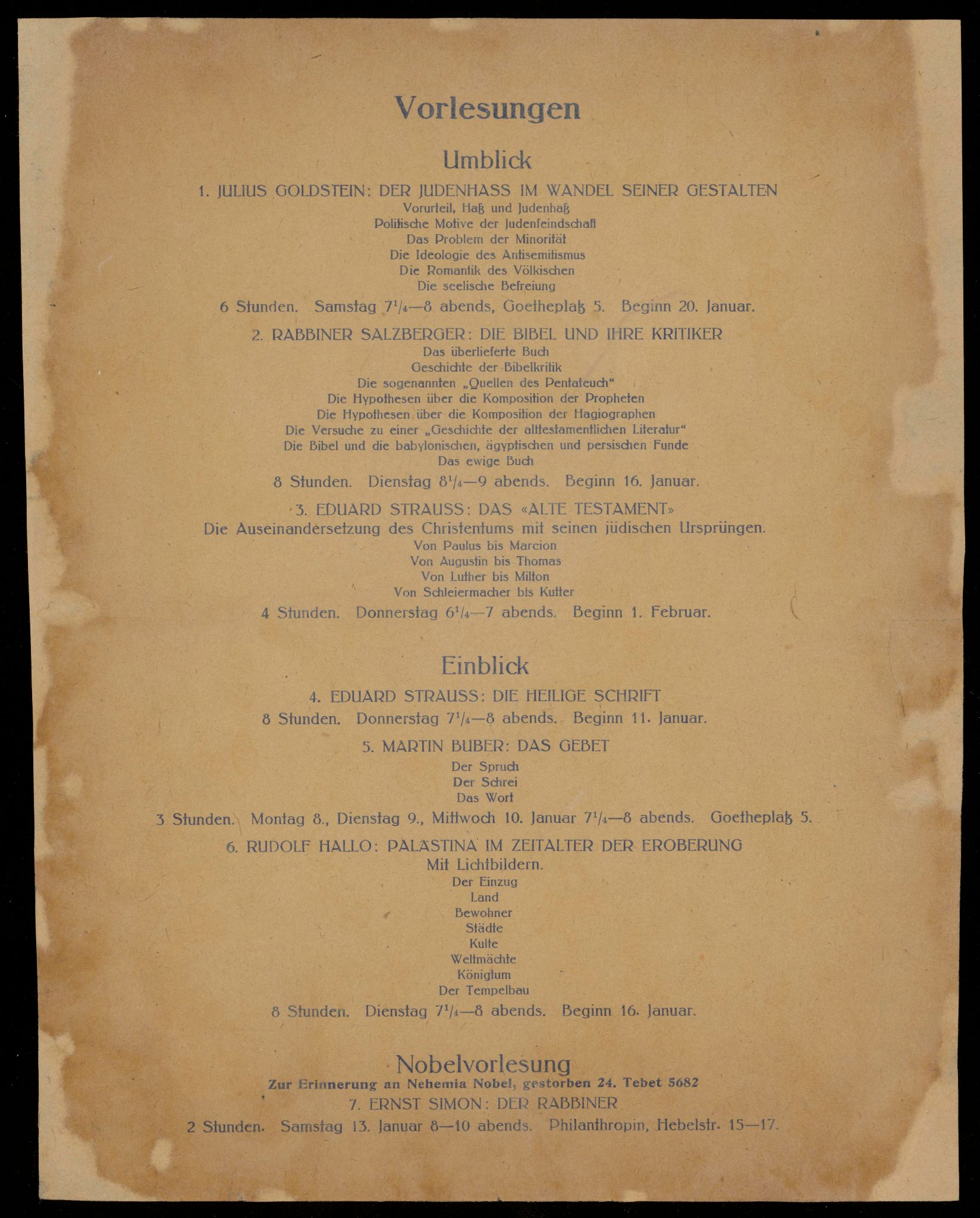
Vorlesungsverzeichnis des Lehrhauses vom 8. Januar bis zum 8. März 1923

Rosenzweig gab der Jüdischen Volkshochschule kurz nach ihrer Gründung den Namen „Lehrhaus“, angelehnt an traditionelle jüdische Religions- und Sprachschulen. Wichtigstes Lehrfach war die hebräische Sprache, vermittelt anhand der Bibel und späterer Texte. Unter den weitgehend assimilierten deutschen Juden waren aber nur wenige Lehrer für diese Themen zu finden. Deshalb entwickelten Rosenzweig und seine Mitarbeiter Strukturen, in denen Lernende und Dozenten gemeinsam und nicht im Frontalunterricht an den Texten arbeiteten („Belehrung der Unwissenden durch die Unwissenden“). Dieses neue pädagogische Konzept wurde schnell populär, so dass zahlreiche prominente Wissenschaftler als Dozenten an das Freie Jüdische Lehrhaus kamen, unter ihnen Martin Buber, Leo Löwenthal, Benno Jacob aber auch Naturwissenschaftler wie der Arzt Richard Koch, der Chemiker Eduard Strauß, die Feministin Bertha Pappenheim und Siegfried Kracauer, ein populärer Kulturkritiker der Frankfurter Zeitung. Unter denen, die später berühmt wurden, waren S.Y. Agnon, der den Nobelpreis für Literatur erhielt, und Gershom Scholem, der Begründer moderner Studien zur Kabbala. Auch der expressionistische Schriftsteller Alfons Paquet, der das Verhältnis von Christentum und Judentum adressierte, nahm an den Kursen teil.

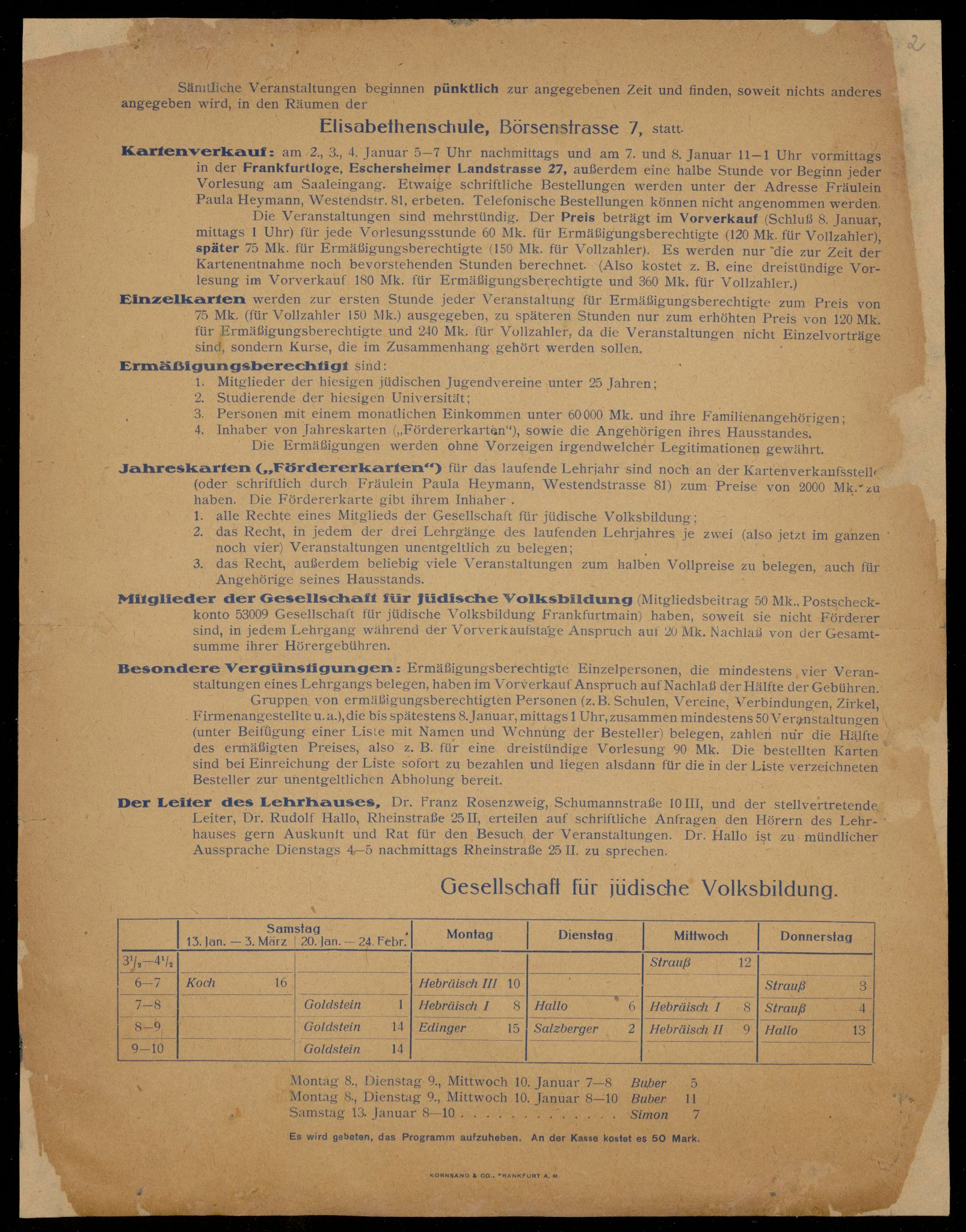
Preisliste und Informationen zu den Rahmenbedingungen des Lehrhauses, 1923

Teilnehmer der Kurse waren, anders als in „deutschen“ Volkshochschulen, vor allem Mitglieder des gehobenen Bürgertums. Die orthodoxen Juden, die etwa ein Fünftel der jüdischen Gemeinde Frankfurts bildeten, boykottierten das Lehrhaus. 1922 wurden 1100 Hörer gezählt. Das waren etwa vier Prozent der gesamten Gemeinde, die damals etwa dreißigtausend Mitglieder hatte. Damit war das Freie Jüdische Lehrhaus eine der am stärksten frequentierten Volkshochschulen dieser Zeit und wohl die wichtigste Einrichtung der jüdischen Erwachsenenbildung überhaupt. Darüber hinaus stellte es einen Ort für programmatische Diskussionen zwischen den verschiedenen politischen Strömungen des europäischen Judentums dar. Als nach einigen Jahren der Besuch des Lehrhauses wieder zurückging, lag dies auch im hohen Niveau der Kurse und Torah-Studien begründet. Rosenzweig hatte aber bewiesen, dass Judaismus nichts mit Obskurantismus und Rückwärtsgewandheit zu tun hatte. Der Erfolg des Frankfurter Lehrhauses führte in den 1920ern zur Gründung weiterer Lehrhäuser in Deutschland: in Berlin, Breslau, Köln, Dresden, Karlsruhe, Mannheim, Stuttgart und Wiesbaden.
Das Lehrhaus hatte entgegen seinem Namen keine feste Adresse und versammelte sich an verschiedenen Orten, hauptsächlich im Umfeld des Frankfurter Westends. 1923 fanden Veranstaltungen beispielsweise in den Räumen der heute dort nicht mehr existierenden Elisabethenschule in der Börsenstraße 7 statt.
1938 wurde das Freie Jüdische Lehrhaus vom NS-Regime geschlossen.